# الدرملية
قرية الدرملية هي إحدى القرى التابعة لمركز إيتاي البارود في محافظة البحيرة في جمهورية مصر العربية. حسب إحصاءات سنة 2006، بلغ إجمالي السكان في الدرملية 2263 نسمة، منهم 1170 رجل و1093 امرأة.